# St. Margaretha (Gebenstorf)

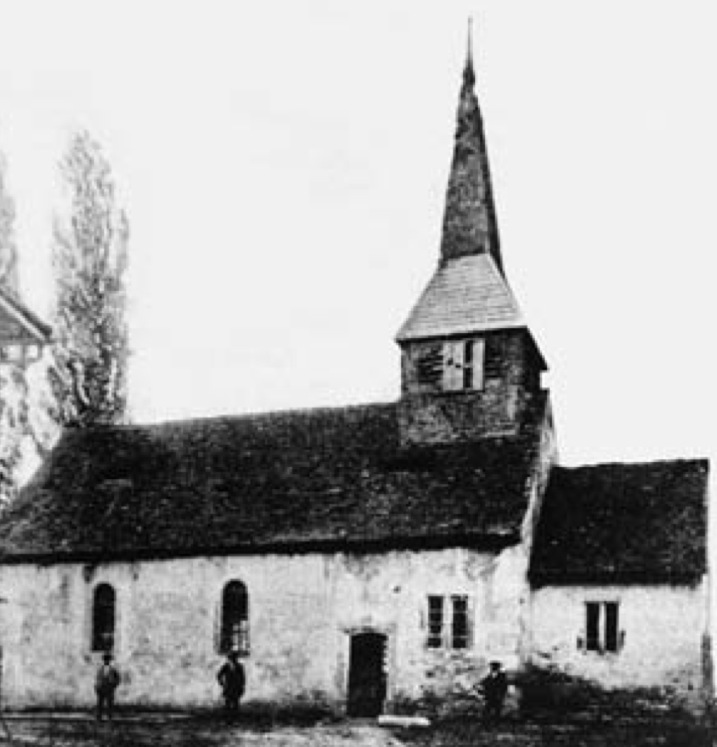
Die St.-Margaretha-Kirche am Tag vor ihrem Abriss

St. Margaretha war die Dorfkirche von Gebenstorf im Schweizer Kanton Aargau. Sie wurde ab der Zeit um 1531 bis zu ihrem Abriss im Jahre 1889 paritätisch genutzt.

## Geschichte

### Von den Ursprüngen bis zur Reformation
Die Ursprünge der Gebenstorfer Margaretha-Kirche gehen vermutlich bis ins 12. Jahrhundert zurück. Urkundlich erwähnt wurde sie erstmals im Jahr 1247. Das Kirchenpatronat lag ursprünglich bei den Habsburgern, die es im Jahre 1330 an das Kloster Königsfelden abgaben. Mit der Einführung der Reformation in Bern im Jahre 1528 und der folgenden Aufhebung des Klosters Königsfelden ging das Patronatsrecht an der Kirche auf den Königsfelder Hofmeister über. Er vertrat die Interessen Berns und förderte die Einführung der Reformation auch in der Grafschaft Baden, zu der Gebenstorf gehörte. So schloss sich der damalige Gebenstorfer Pfarrer Abraham von Immer zusammen mit dem grössten Teil der Gemeinde der Reformation an. Die Bilder wurden aus der Kirche herausgerissen, und vermutlich wurde in den Jahren von 1528 bis 1531 nach reformierter Liturgie Gottesdienst gefeiert. Mit der Niederlage der reformierten Seite im Zweiten Kappelerkrieg mussten die reformierten Orte in der Grafschaft Baden katholische Minderheiten akzeptieren. Diese hatten auch Anspruch auf einen Anteil am Kirchengut. So entstand in Gebenstorf bald nach 1531 eine katholische Minderheit. Da der Königsfelder Hofmeister auch die Patronatsrechte für Birmenstorf, das mehrheitlich katholisch geblieben war, innehatte, fand man für die Betreuung der Gläubigen folgenden Kompromiss: Gebenstorf erhielt einen reformierten Pfarrer, der auch die Reformierten in Birmenstorf betreute, Birmenstorf einen katholischen Pfarrer, der die Katholiken in Gebenstorf betreute. Die Kirchen wurden jeweils paritätisch genutzt, so dass in der Margarethenkirche sowohl reformierte als auch katholische Gottesdienste stattfanden.

### Im Spannungsfeld der Parität
Dieses Neben- und Miteinander der beiden Konfessionen, zumal im Spannungsfeld des meist katholischen Landvogts in Baden und des reformierten Hofmeisters in Königsfelden, war konfliktträchtig. Es musste ein Modus vivendi gefunden werden, wie mit Altären, Bildern und Feiertagen umgegangen werden sollte und welche Konfession wann Gottesdienst feiern durfte. Noch schwieriger wurde es, als im Jahre 1583 in den katholischen Orten der gregorianische Kalender eingeführt wurde, den die Reformierten ablehnten. Die Tagsatzung entschied, dass die gemeinsamen Feiertage nach dem neuen Kalender gefeiert würden, die rein reformierten Feiertage jedoch nach dem alten.

#### Kirchenrenovation
Auch Kirchenrenovationen führten immer wieder zu Streit. Gut dokumentiert ist eine Auseinandersetzung um die Innenrenovation der Kirche im Jahre 1707. Der reformierte Pfarrer Johannes Altmann liess, mit Unterstützung des Hofmeisters von Königsfelden, den Chorraum weiss streichen. Dabei wurden die Fresken übermalt, und an ihre Stelle trat der Spruch Ex jure patronatus domus Küngsfeldensis (durch das Patronatsrecht des Hauses Königsfelden), ergänzt mit dem Berner und dem Königsfelder Wappen. Am 3. Oktober 1707 wurde der neu renovierte Chor vom Pfarrer eingeweiht. Die katholische Seite beschwerte sich darauf beim Landvogt, der die Wappen der Acht Orte auf den Torbogen aufmalen liess. Das Berner Wappen wurde von Unbekannten übertüncht und später wiederhergestellt. Die Tagsatzung musste sich mehrmals mit dem Streit beschäftigen, und erst 1710 scheint der Streit beigelegt worden zu sein.

### Industrialisierung und Abriss
Aufgrund der Bevölkerungszunahme in der Zeit der Industrialisierung wurde die St.-Margaretha-Kirche im 19. Jahrhundert zu klein. Schon im Jahre 1828 stellten die Gebenstorfer den ersten Antrag an den Aargauer Regierungsrat – der in der Rechtsnachfolge der Hofmeister von Königsfelden für den Unterhalt des Chores der Kirche zuständig war – auf eine Erweiterung der Kirche. Ein zweites Gesuch aus dem Jahre 1829 enthielt schon die Forderung nach einer eigenen katholischen Kirche. Vor allem aus finanziellen Gründen trat der Regierungsrat aber nicht auf das Begehren ein, und mit den Jahren verschlechterte sich der Zustand der Kirche zusehends. Schliesslich beschlossen die Katholiken aus Gebenstorf und dem in der Zwischenzeit selbständig gewordenen Turgi den Bau einer eigenen Kirche, der zwischen 1887 und 1889 realisiert wurde. Am 17. Juni 1889 wurde dann mit dem Abbruch der Margaretha-Kirche begonnen, an deren Stelle die reformierte Kirche Gebenstorf erbaut und 1891 eingeweiht wurde.